# یکاهای طبیعی

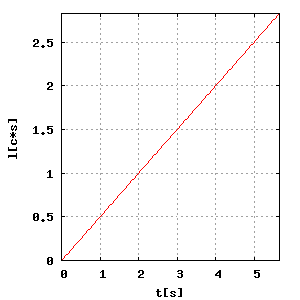
نمایی از شماتیک یکاهای طبیعی سرعت نور

یکاهای طبیعی (به انگلیسی: natural units) یکاهای فیزیکی اندازه‌گیری‌اند که برپایهٔ ثابت‌های جهانی قرار دارند. به این معنی که یکاها به گونه‌ای تنظیم می‌شوند که اندازه عددی یک یا چند ثابت بنیادی طبیعت برابر با عدد یک بشود. این کار بیشتر برای ساده شدن محاسبات و قابلیت مقایسه کمیت‌های مختلف انجام می‌شود.
برخی بر این باورند که برای برقراری ارتباط با موجودات فرازمینی تنها ابزاری که در اختیار بشر است استفاده از ثابت‌های بنیادی طبیعت و سیستم یکاهای طبیعی می‌باشد.
برای نمونه بار یک الکترون e یک یکای طبیعی برای بار الکتریکی است؛ یا سرعت نور c یکای طبیعی اندازه‌گیری سرعت است.

## انواع یکاهای طبیعی

### دستگاه یکاهای پلانک
در این دستگاه پنج ثابت بنیادی طبیعت برابر یک قرار داده می‌شوند. این ثابت‌ها عبارت‌اند از:
- ثابت گرانش G
- ثابت کاهیده پلانک ħ
- سرعت نور در خلأ C
- ثابت کولن
- ثابت بولتزمن

## نامزدهای قرار گیری در جدول یکاهای طبیعی
ثابت‌های فیزیکی که می‌توانند به عنوان یکای طبیعی کاربرد داشته باشند از جدول زیر انتخاب می‌شوند. توجه داشته باشید که تنها مقدار کوچکتر می‌تواند به عنوان یکا برگزیده شود. برای نمونه جرم الکترون me و جرم پروتون mp هر دو نمی‌توانند با هم به عنوان یکای جرم برگزیده شوند.
| ثابت                       | نماد | بُعد | بُعد | بُعد | بُعد | بُعد |
| -------------------------- | --- | --- | --- | --- | --- | --- |
| سرعت نور                   | {\displaystyle \displaystyle {c}={\frac {1}{\sqrt {\mu _{0}\epsilon _{0}}}}\ }                                  |     |     | L   | T−1 |     |
| ثابت تراوایی خلاء          | {\displaystyle \displaystyle \mu _{0}={\frac {1}{\epsilon _{0}c^{2}}}\ }                                        | Q−2 | M   | L   |     |     |
| ثابت گذردهی خلأ            | {\displaystyle \displaystyle \epsilon _{0}={\frac {1}{\mu _{0}c^{2}}}\ }                                        | Q2  | M−1 | L−3 | T2  |     |
| ثابت کولن                  | {\displaystyle \displaystyle k_{\mathrm {e} }={\frac {1}{4\pi \epsilon _{0}}}={\frac {\mu _{0}c^{2}}{4\pi }}\ } | Q−2 | M   | L3  | T−2 |     |
| ویژگی‌های امپدانس فضای آزاد | {\displaystyle \displaystyle Z_{0}=\mu _{0}c={\frac {1}{\epsilon _{0}c}}\ }                                     | Q−2 | M   | L2  | T−1 |     |
| ثابت گرانش                 | {\displaystyle {G}\ }                                                                                           |     | M−1 | L3  | T−2 |     |
| ثابت پلانک (reduced)       | {\displaystyle \hbar ={\frac {h}{2\pi }}}                                                                       |     | M   | L2  | T−1 |     |
| ثابت بولتزمن               | {\displaystyle {k_{B}}\ }                                                                                       |     | M   | L2  | T−2 | Θ−1 |
| بار الکترون                | {\displaystyle {e}\ }                                                                                           | Q   |     |     |     |     |
| الکترون                    | {\displaystyle {m_{e}}\ }                                                                                       |     | M   |     |     |     |
| پروتون                     | {\displaystyle {m_{p}}\ }                                                                                       |     | M   |     |     |     |